# Kanton Gendrey
Der Kanton Gendrey war bis 2015 ein französischer Wahlkreis im Département Jura und in der ehemaligen Region Franche-Comté. Er umfasste 14 Gemeinden im Arrondissement Dole; sein Hauptort (frz.: chef-lieu) war Gendrey. Die landesweiten Änderungen in der Zusammensetzung der Kantone brachten im März 2015 seine Auflösung.

## Gemeinden
- Auxange
- Gendrey
- Louvatange
- Malange
- Ougney
- Pagney
- Le Petit-Mercey
- Romain
- Rouffange
- Saligney
- Sermange
- Serre-les-Moulières
- Taxenne
- Vitreux